# Santee (Kalifornia)
Santee – miasto w Stanach Zjednoczonych, w stanie Kalifornia, w hrabstwie San Diego. Według spisu ludności przeprowadzonego przez United States Census Bureau, w roku 2010 miasto Santee miało 53 413 mieszkańców.